# 焙烙火矢

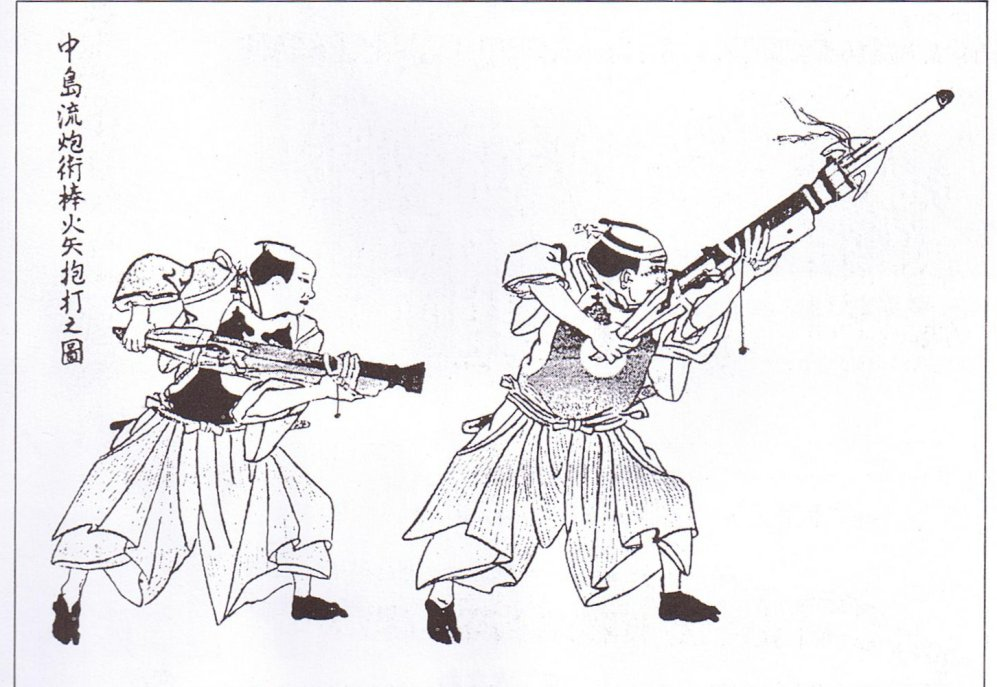
棒火矢と火矢筒を扱う侍を描いた江戸時代の木版画

焙烙火矢（ほうろくひや、焙烙玉）は、戦国時代の日本で使用されていた火薬を用いた兵器である。

## 概要
焙烙火矢とは、料理器具である焙烙、ないしはそれに似た陶器に火薬を入れ、導火線に火を点けて敵方に投げ込む手榴弾のような兵器である。手で直接もしくは縄を付けて遠心力を使った投擲が行われ、爆発力や容器の破片による敵兵の殺傷を主目的とした。また、当時の黒色火薬は近代以後の炸薬に比べ燃焼速度が遅く、不純物や調合の未完成から不完全燃焼も多く爆発力が劣ったが、そのぶん周囲に多く火の粉を飛び散らせるため火災を誘発させる、現代でいう焼夷弾に類する効果もあった。村上水軍、毛利水軍、乃美水軍（浦水軍）、児玉水軍などの瀬戸内水軍が主に使用していた。火矢と名前がついているが、丸い爆弾の状のものが多く、そのため焙烙玉とも呼ばれた。これらの兵器に対抗する為に織田信長が九鬼嘉隆に命じて鉄甲船を開発させたとされている。
西洋諸国のように大形の大砲を製造できるほどにまだ鋳造技術が優れていなかった当時の東アジアでは、こうした投擲弾的な兵器が攻城戦や海戦で比較的多く導入された。そもそも、建築物や軍船のほとんどが木製だったため、衝突力を主な攻撃力とする大砲よりも燃焼力、爆発力を利用した攻撃が有効であった（一方の西洋においても、海上戦闘においては当時の威力不足の大砲は決定的な兵器ではなく、最終的には接舷しての白兵戦で決着をつけた時代である）。特にヨーロッパの帆船が外洋での航海を想定した設計なのに対し、戦国時代の日本の軍船は内海・近海のみの航海に特化していたため、船体の上に大きく防壁を備えた構造であったので、その隙間に爆発物を投げ込む戦術が比較的有効であった。こうした理由から攻城戦や水上戦で防御施設や船を焼き払うことができるために重要な戦力となった。
さらなる発展型として、焙烙火矢を球状ではなくロケット状にして大筒を用いて発射、さらに黒色火薬の火力を推進力として利用した原始的なロケット弾を指して言う場合もある。この発展型の焙烙火矢は、棒火矢とも呼ばれる。こうした兵器は、おそらくは中国の神火飛鴉などの同様のロケット型の兵器（火箭）を糸口にして作成されたと考えられる。ただし棒火矢が生まれたのは慶長年間であり、(寛永年間とも)実戦用の兵器として用いられる事がほとんど無かったために、どの程度の効果があったかは未知数である。製作者については和漢三才図会には防州(山口県)の赤石内蔵助が考案したとある。棒火矢は木製の矢に火薬を詰め焼夷弾として使用した。矢の先端三分の一に硝石、硫黄、木炭、樟脳の混合火薬を詰め導火線をつけ発射する(早見表の「町見盤」で距離と到達時を計算し導火線の長さを決めた)大筒の先端に火矢をはめた姿は現代のライフルグレネードのようにも見えるがこちらは発射する弾頭部分の導火線に火をつける為仕組みが異なる。

## 棒火矢の飛距離
磯田道史の実地調査の報告によれば、甲賀忍者の古文書『毒薬之方』（延宝9年（1681年）・17世紀末）の記述に、棒火矢に毒を搭載して城郭に向かって射つ項目があり、射程が30丁（約3km）に達したことが記述されている（火薬量の調節や追い風によっても飛距離は変わる）。例として、広島城下でも範囲は千メートル四方であり、十分城外から攻撃できたことがわかる。棒火矢の登場は（大砲の性能が向上するまで）劇的に飛距離を飛躍させた。

## 焙烙火矢、焙烙玉が使用されたとする戦い
- 厳島の戦い - 鎌槍で敵船の錨綱・錨網を切り、混乱したところを火矢船で火矢を放ち、続いて焙烙船で焙烙を投げる戦法を取ったとされる[1]（記述上、火矢船と焙烙船を分けて攻撃させている）
- 第一次木津川口の戦い[2]
- 第二次木津川口の戦い
- 大塩平八郎の乱

## 備考
- 常陸国土浦藩主土屋家伝来のもので、棒火矢を発射するための「獅噛（しがみ）台火矢筒」が現存するが、鉄製で、銃身わずか10センチメートル、口径4センチメートルである[3]。
- 類した近代兵器（陶製で投げる爆発物）として、四式陶製手榴弾がある。

## ギャラリー

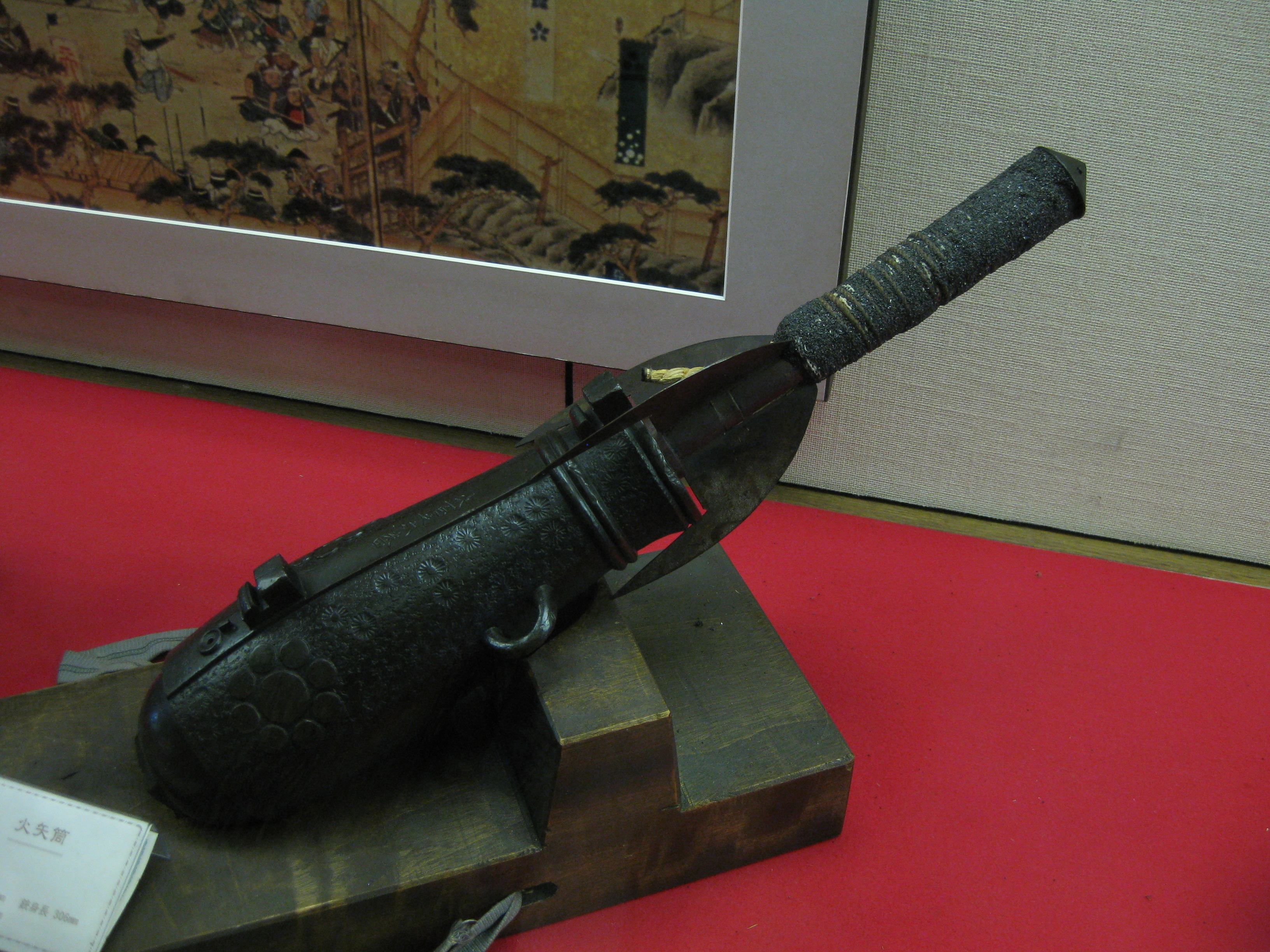
松本城で展示されている棒火矢と火矢筒
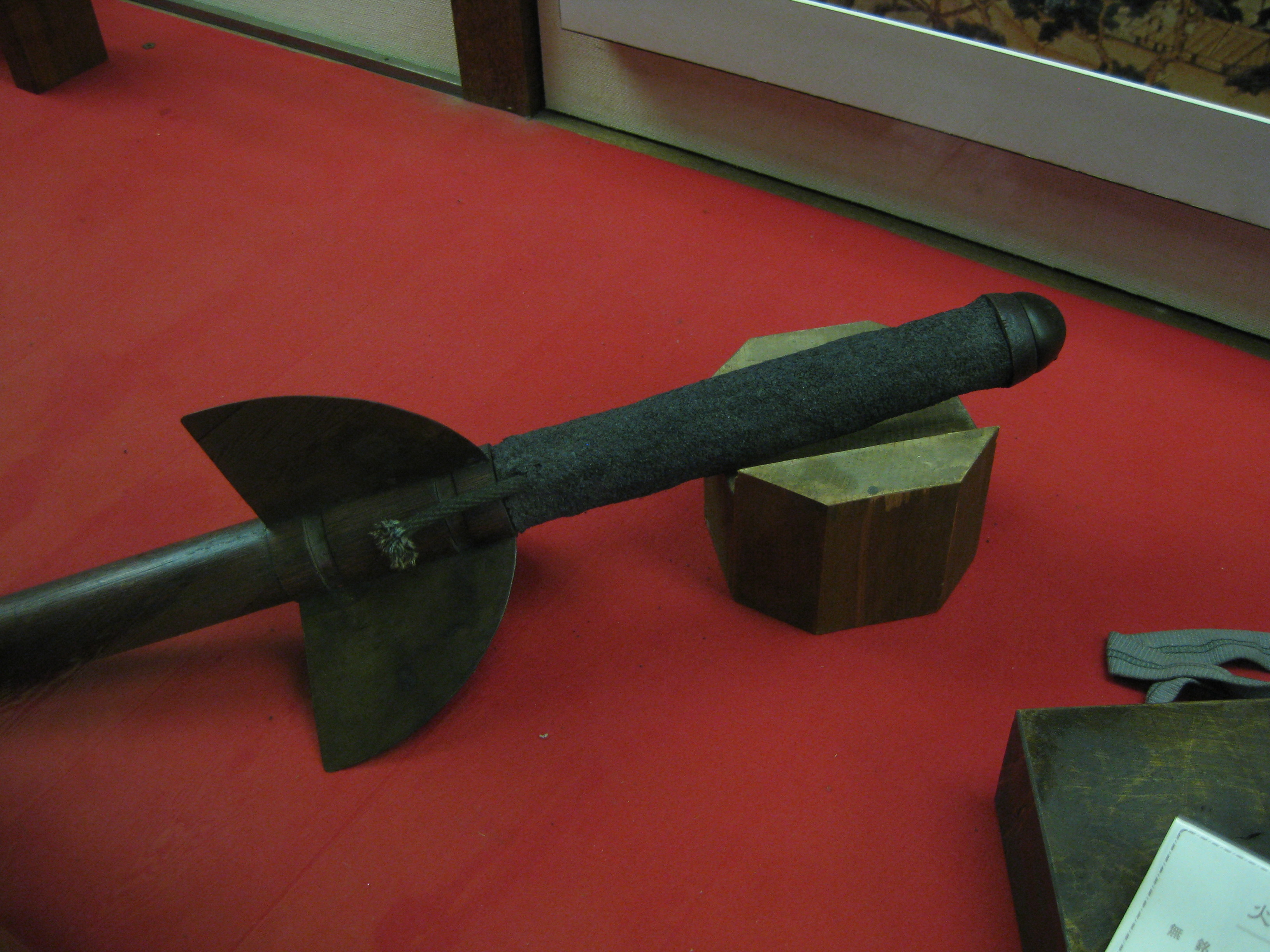
松本城で展示されている棒火矢と火矢筒の信管
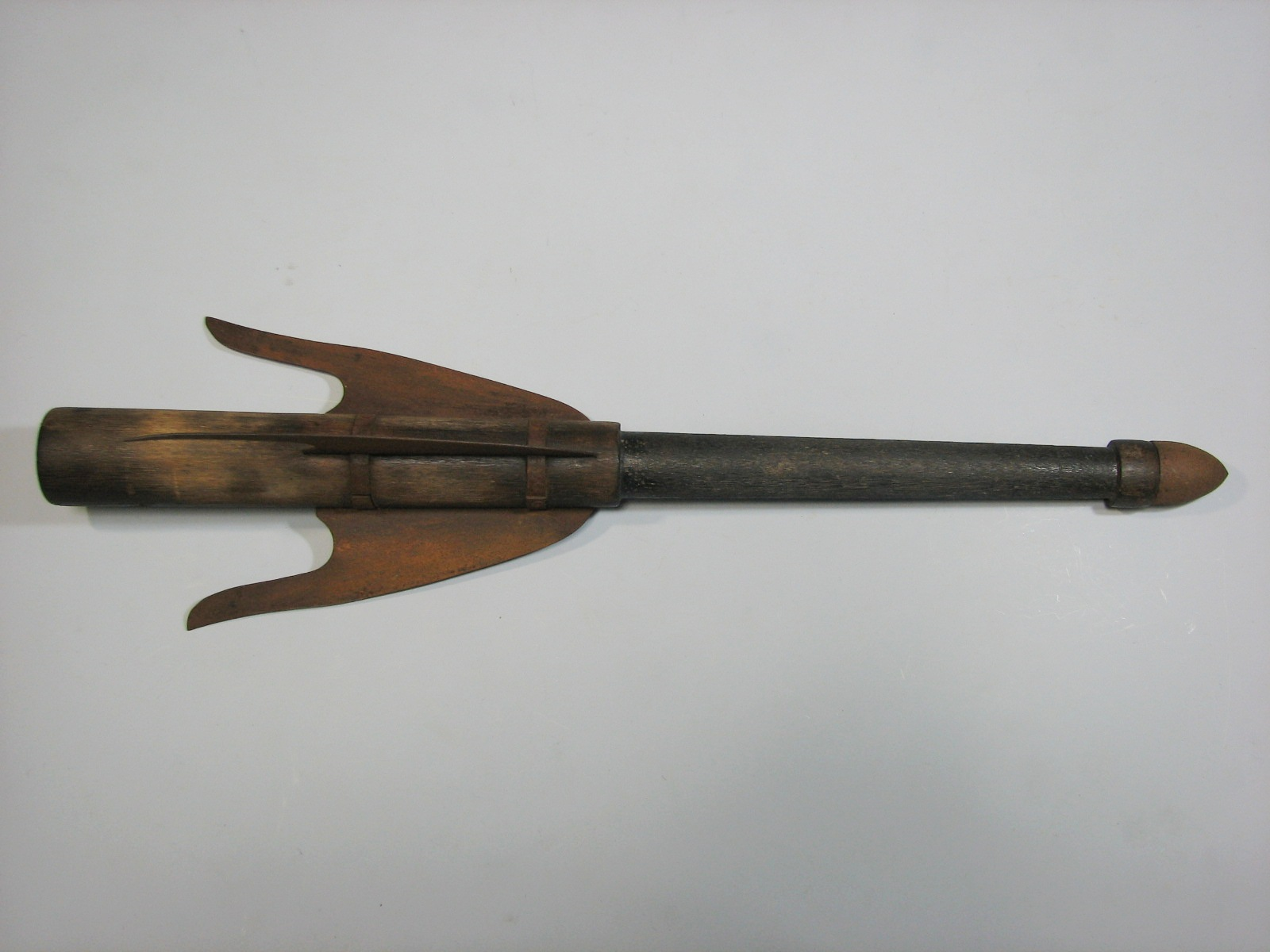
棒火矢
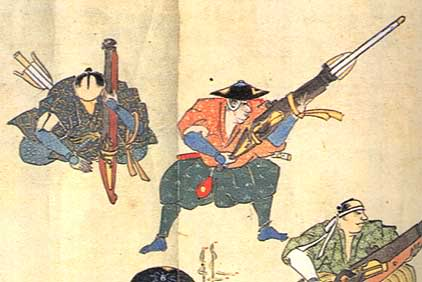
火矢筒を使用する侍を描いた江戸時代の木版画